# The Gardeners' Chronicle
The Gardeners' Chronicle was een Brits tijdschrift dat in het teken stond van horticultuur en plantkunde. Het werd bijna 150 jaar lang uitgegeven en bestaat nog steeds als onderdeel van het tijdschrift Horticulture Week.

## Geschiedenis
The Gardeners' Chronicle werd in 1841 opgericht door Joseph Paxton, Charles Wentworth Dilke, John Lindley en de drukker William Bradbury. Lindley was de eerste redacteur en werd later bijgestaan door Paxton.
Aanvankelijk werd The Gardeners' Chronicle uitgegeven in de vorm van een nieuwsblad. Het bevatte naast nieuws uit binnen- en buitenland ook materiaal afkomstig van hoveniers en wetenschappers als Charles Darwin en Joseph Hooker. Elk denkbaar aspect van tuinieren en plantkunde kwam in aanmerking.
Het tijdschrift stond bekend om de vele advertenties, welke vaak door Paxton zelf werden ontworpen. Na de afschaffing van de Britse glasbelasting in 1845 en de in Londen gehouden Great Exhibition in 1851 werden kassen voor privégebruik populair in Engeland. The Gardeners' Chronicle verdiende veel geld aan advertenties voor dergelijke kassen.

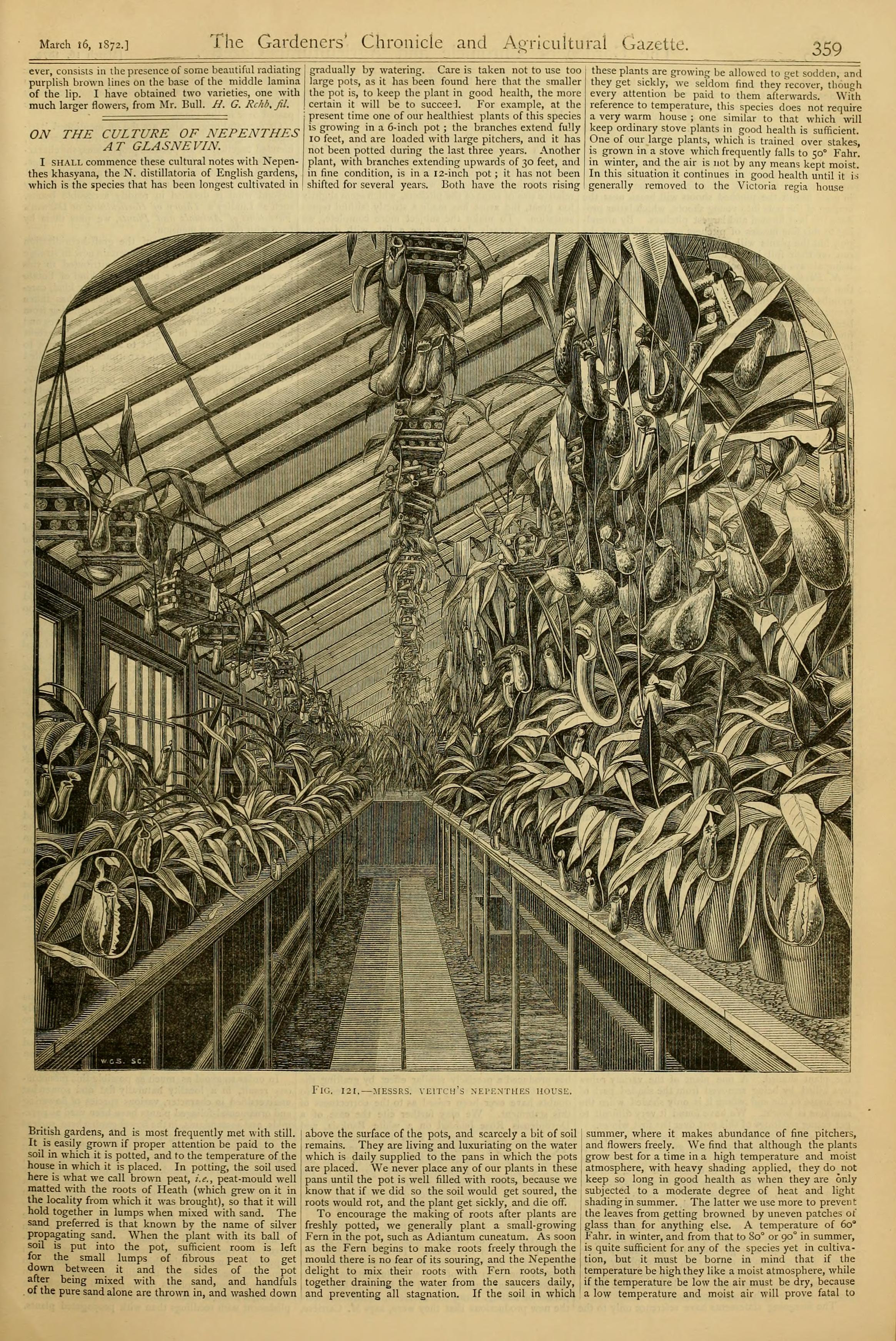
De Nepenthes-kas van de Veitch and Sons-kwekerijen in de editie van 16 maart 1872
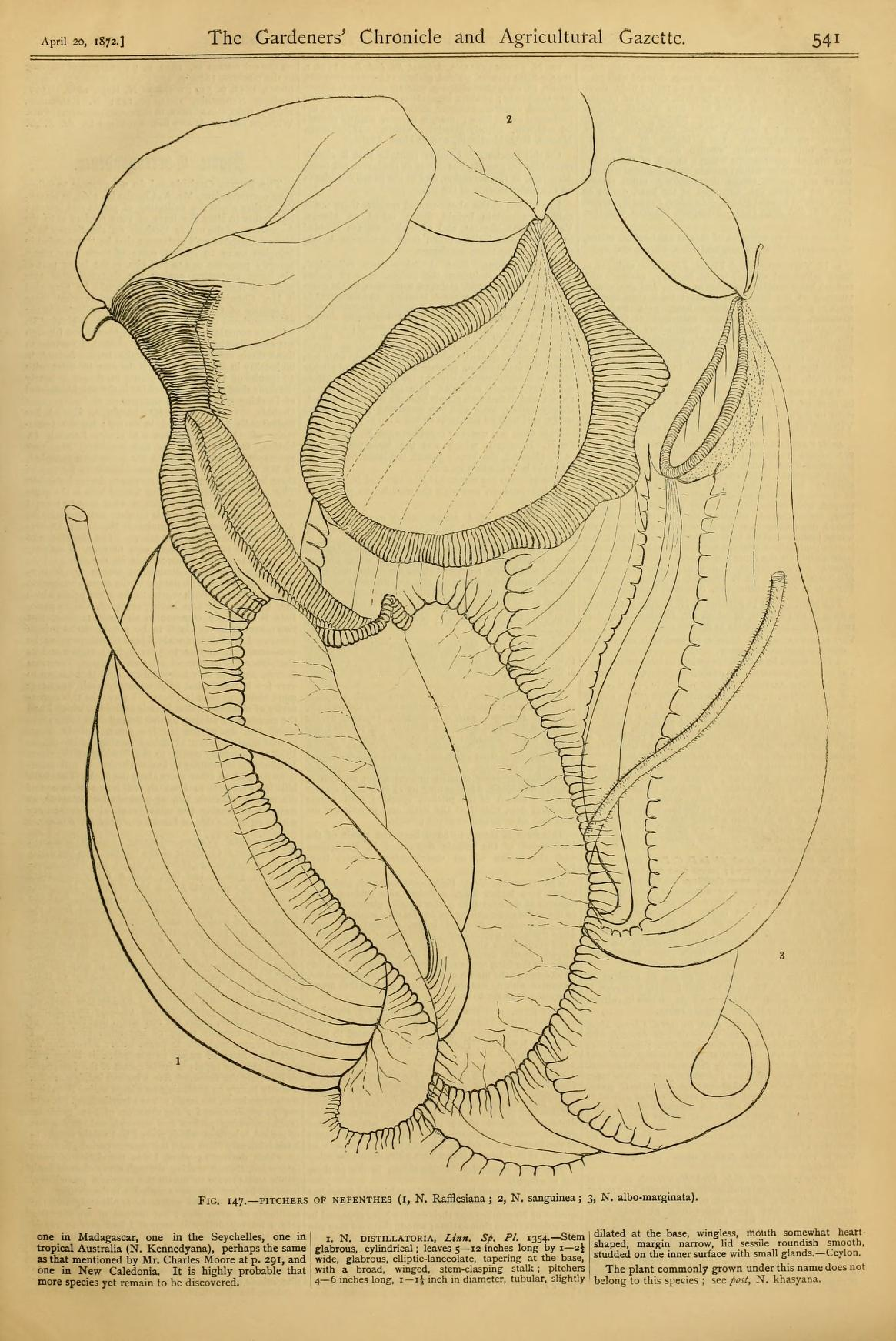
Vangbekers van Nepenthes rafflesiana, N. sanguinea en N. albomarginata in de editie van 20 april 1872
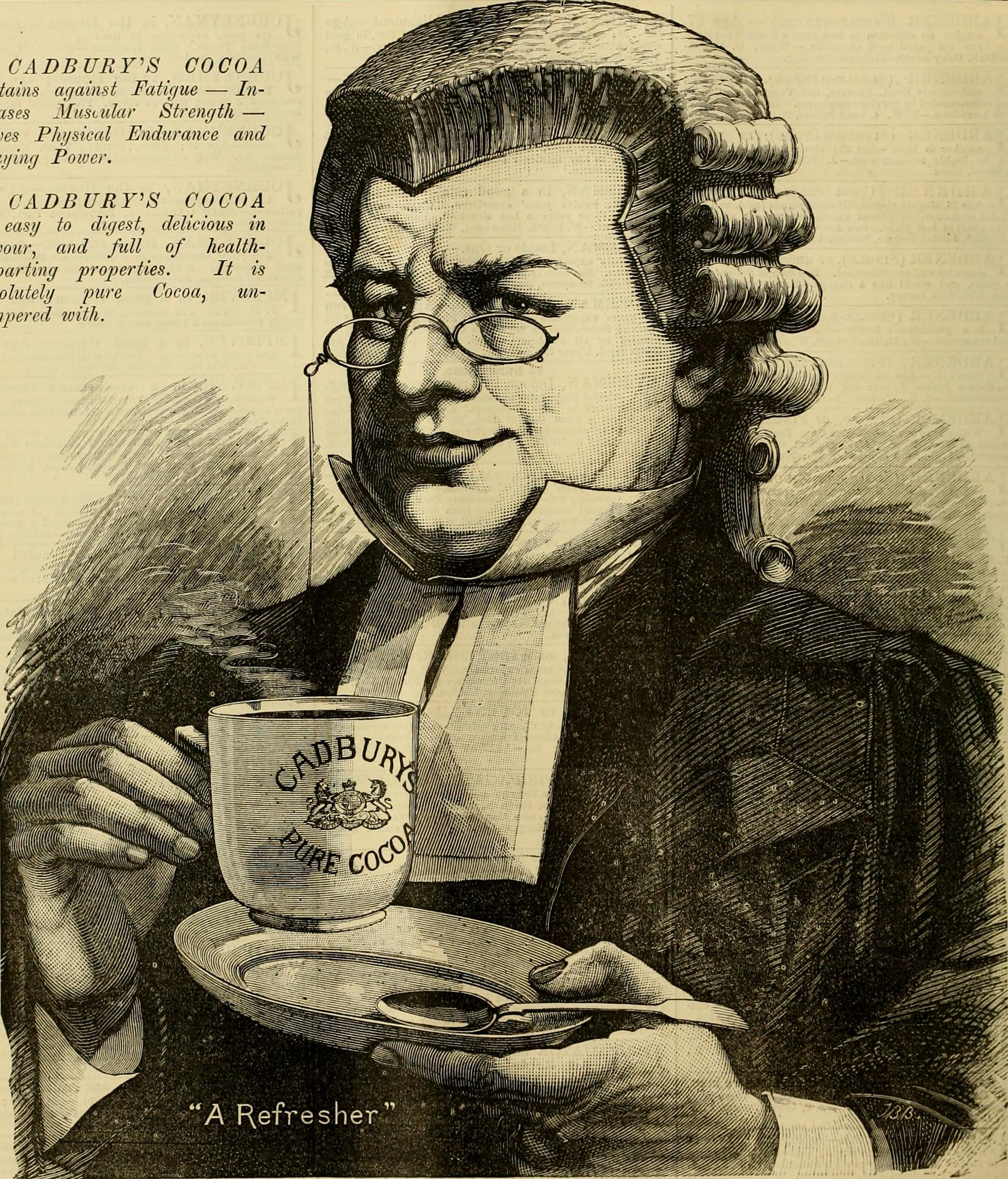
Advertentie voor Cadburys cocoa in een editie uit 1889
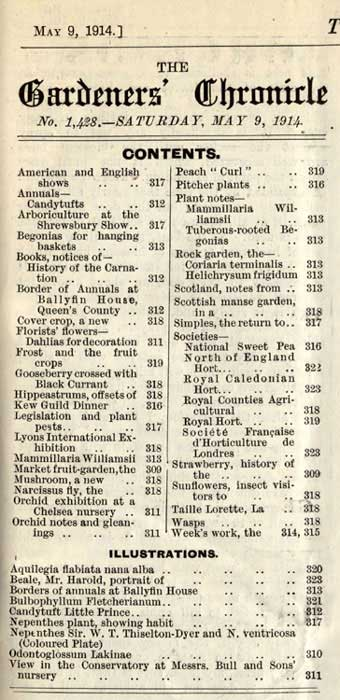
Inhoudsopgave van de editie van 9 mei 1914

## Opeenvolgende titels
- 1841–1855: The Gardeners' Chronicle
- 1856–1873: The Gardeners' Chronicle and Agricultural Gazette
- 1874–1886: The Gardeners' Chronicle. New Series (vols. 1–26)
- 1887–1956: The Gardeners' Chronicle. Third Series (vols. 1–139)
- 1957–1963: Gardeners Chronicle & Gardening Illustrated (vols. 140–154)
- 1964–1968: Gardener's Chronicle: The Magazine of Advanced Gardening (vols. 155–164)
- 1969–1971: Gardeners' Chronicle & New Horticulturist (vols. 165–170)
- 1972–1977: Gardeners' Chronicle: The Horticultural Trade Journal (vols. 171–182)
- 1978–1985: Gardeners' Chronicle & Horticultural Trade Journal: The Horticulture & Amenity Weekly  (vols. 183–197)
- 1985: Gardeners Chronicle & Horticultural Trade Journal: The Horticulture Week (vol. 198)
- vanaf 1986: Horticulture Week (vols. 199–221; na 1997 niet meer genummerd)